# 3号線 (メトロバレンシア)
3号線 (3ごうせん) は、スペイン王国バレンシア州バレンシア県マニゼス市のバレンシア空港駅から、ラフェルブニョル市のラフェルブニョル駅までを結ぶ、メトロバレンシアの鉄道路線（幹線）である。

## 路線データ
- 路線距離（営業キロ）：24.5 km
- 管轄（事業種別）：メトロバレンシア（第一種鉄道事業者）
- 軌間：1,000 mm (メーターゲージ)
- 駅数：27（起終点駅含む）
- 複線区間：バレンシア空港 - カライシェット信号場間
- 電化区間：全線（直流1,500 V）

## 駅一覧
- 線路 … ∥：複線区間、◇・｜：単線区間（◇は列車交換可能）、∨：ここより下は単線、∧：ここより下は複線

| 駅名                             | 駅間営業キロ | 累計営業キロ | 接続路線・備考                 | 線路 | 郡                 | 所在地                           |
| -------------------------------- | ------------ | ------------ | ------------------------------ | ---- | ------------------ | -------------------------------- |
| バレンシア空港駅                 | -            | 0.0          |                                | ∥    | ウエルタ・オエスト | マニゼス市                       |
| ロサス駅                         | 0.8          | 0.8          | メトロバレンシア: 9号線        | ∥    | ウエルタ・オエスト | マニゼス市                       |
| マニゼス駅                       | 0.7          | 1.5          |                                | ∥    | ウエルタ・オエスト | マニゼス市                       |
| サルト・デル・アイグア駅         | 1.0          | 2.5          |                                | ∥    | ウエルタ・オエスト | マニゼス市                       |
| クアルト・デ・ポブレット駅       | 0.8          | 3.3          |                                | ∥    | ウエルタ・オエスト | クアルト・デ・ポブレット市       |
| ファイタナル駅                   | 1.0          | 4.3          |                                | ∥    | ウエルタ・オエスト | クアルト・デ・ポブレット市       |
| ミスラータ・アルマシール駅       | 0.7          | 5.0          |                                | ∥    | ウエルタ・オエスト | ミスラータ市                     |
| ミスラータ駅                     | 0.5          | 5.5          |                                | ∥    | ウエルタ・オエスト | ミスラータ市                     |
| ノウー・デ・オクトゥブレ駅       | 1.0          | 6.5          |                                | ∥    | バレンシア市       | ロリヴェレタ区                   |
| シッド大通り駅                   | 0.9          | 7.4          |                                | ∥    | バレンシア市       | ロリヴェレタ区                   |
| アーンジェルギメラー駅           | 1.0          | 8.4          | メトロバレンシア：1号線、2号線 | ∥    | バレンシア市       | エクストラムース区               |
| シャーティバ駅                   | 0.7          | 9.1          |                                | ∥    | バレンシア市       | シウタット・ヴェリャ区           |
| コローン駅                       | 0.7          | 9.8          | メトロバレンシア：7号線        | ∥    | バレンシア市       | シウタット・ヴェリャ区           |
| アラメダ駅                       | 0.6          | 10.4         | メトロバレンシア：5号線、7号線 | ∥    | バレンシア市       | エル・プラー・デル・レアル区     |
| ファクルタツ駅                   | 0.7          | 11.1         |                                | ∥    | バレンシア市       | エル・プラー・デル・レアル区     |
| ベニマクレット駅                 | 0.9          | 12.0         | メトロバレンシア：4号線、6号線 | ∥    | バレンシア市       | ベニマクレット区                 |
| マチャド駅                       | 1.0          | 13.0         |                                | ∥    | バレンシア市       | ベニマクレット区                 |
| アルボラヤ-パルマレット駅        | 0.5          | 13.5         |                                | ∥    | ウエルタ・ノルド   | アルボラヤ市                     |
| アルボラヤ-ペリス・アラゴー駅    | 0.7          | 14.2         |                                | ∥    | ウエルタ・ノルド   | アルボラヤ市                     |
| カライシェット信号場             | -            | 14.9         |                                | ∨    | ウエルタ・ノルド   | アルボラヤ市                     |
| アルマーセラ駅                   | 1.2          | 15.4         |                                | ◇    | ウエルタ・ノルド   | アルマーセラ市                   |
| メリアナ駅                       | 1.9          | 17.3         |                                | ◇    | ウエルタ・ノルド   | メリアナ市                       |
| フォイオス駅                     | 1.1          | 18.4         |                                | ◇    | ウエルタ・ノルド   | フォイオス市                     |
| アルバラット・デルス・ソレイス駅 | 1.0          | 19.4         |                                | ◇    | ウエルタ・ノルド   | アルバラット・デルス・ソレイス市 |
| ムセロス駅                       | 2.0          | 21.4         |                                | ◇    | ウエルタ・ノルド   | ムセロス市                       |
| マサマグレイユ駅                 | 1.1          | 22.5         |                                | ◇    | ウエルタ・ノルド   | マサマグレイユ市                 |
| ラ・ポブラ・デ・ファルナルス駅   | 1.0          | 23.5         |                                | ｜   | ウエルタ・ノルド   | ラ・ポブラ・デ・ファルナルス市   |
| ラフェルブニョル駅               | 1.0          | 24.5         |                                | ∧    | ウエルタ・ノルド   | ラフェルブニョル市               |